# 애권 2
"애권 2 - 신애권"(新愛拳)은 한국에서 제작된 이형표 감독의 1982년 영화이다. 강용석 등이 주연으로 출연하였고 임원식 등이 제작에 참여하였다.

## 출연

### 주연
- 강용석
- 배수천
- 지윤주
- 이여주

### 조연
- 장인한

## 기타
- 조명: 손달호
- 붐어시스턴트: 김성찬